# Piscines Bernat Picornell
Ne doit pas être confondu avec Bernat Picornell.
Les piscines Bernat Picornell (ou piscine Bernat Picornell), site de natation de renommée internationale, sont situées au cœur de l'Anneau olympique de Montjuïc, à Barcelone.

## Présentation
Le site se compose de trois piscines : une piscine intérieure de 50 mètres, une piscine extérieure de 50 mètres et une piscine pour la plongée sous-marine.

## Dénomination
Le site porte le nom de Bernat Picornell Richier (1883-1970), champion de natation né à Marseille.

## Historique
Le site a accueilli les épreuves de natation, les épreuves de nage synchronisée, la finale de water-polo et la partie natation de l'épreuve de pentathlon moderne pour les Jeux olympiques d'été de 1992.
Il accueille également les Championnats du monde de natation 2013.
Gérées par la mairie de Barcelone, les piscines sont à usage public et sont ouvertes toute l'année.

## Galerie

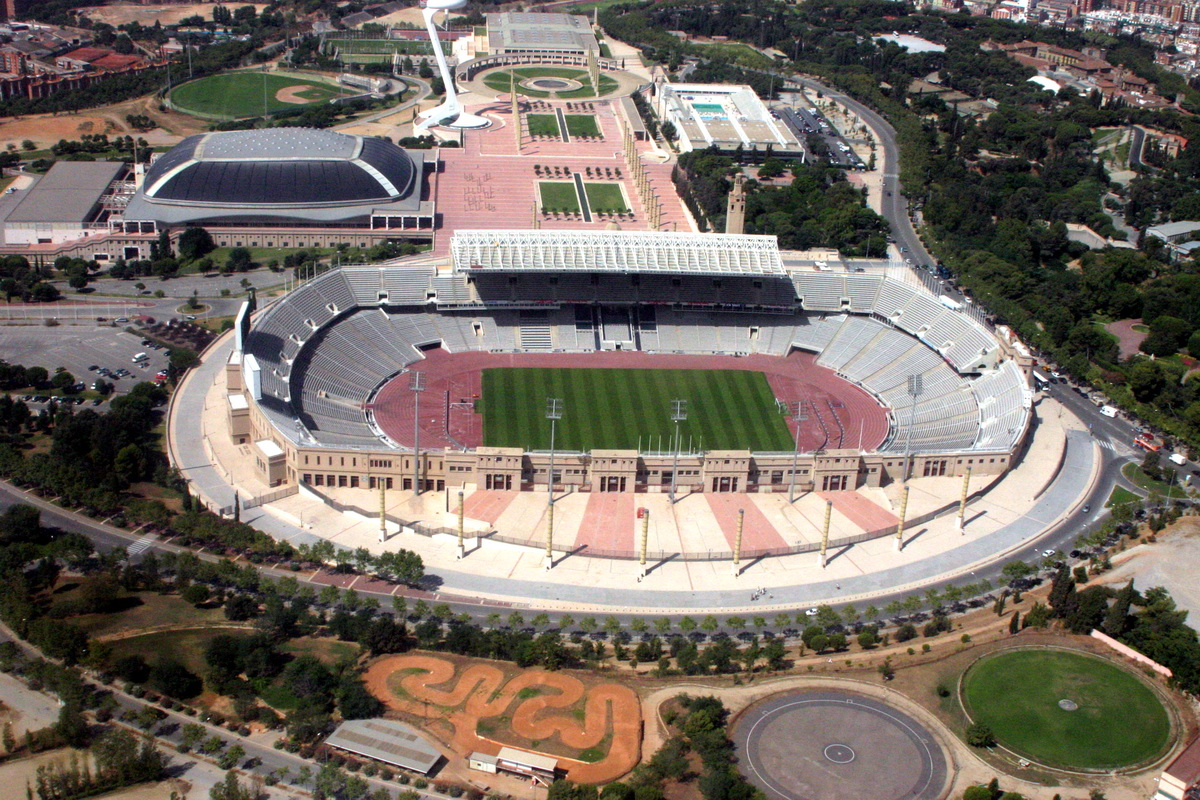
Les piscines, derrière le stade olympique Lluís-Companys.
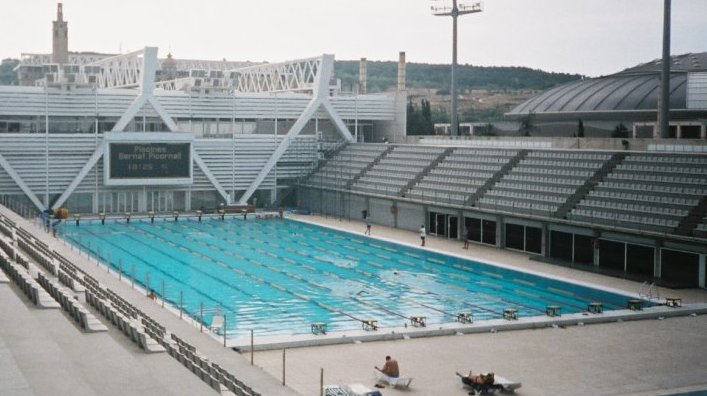
La piscine principale.